# Морена Баккарін
Морена Сільва де Ваз Сетта Баккарін (англ. Morena Silva de Vaz Setta Baccarin; 2 червня 1979 року) — американська акторка бразильського походження. Відома ролями Інари Серри у серіалі «Світляк» та фільмі «Місія Сереніті», Адрії у серіалі «Зоряна брама: SG-1» та фільмі «Зоряна брама: Ковчег правди», Анни у серіалі «V», Веннеси у супергеройському комедійному фільмі «Дедпул», Джесіки Броді у серіалі «Батьківщина» та Леслі Томпкінс у серіалі «Ґотем».

## Біографія

### Дитинство
Народилася 2 червня 1979 року в Ріо-де-Жанейро, Бразилія. Донька акторки Віри Сетти та журналіста Фернандо Баккаріна. Має італійське коріння. У семирічному віці через роботу батька разом із сім'єю переїхала до Гринвіч-Віллидж (Нью-Йорк). Навчалася у Публічній школі № 41 та Нью-Йоркській експериментальній школі для спільних досліджень (англ. New York City Lab School for Collaborative Studies). Згодом також відвідувала Середню школу музики, мистецтва та театрального мистецтва Фіорелло Ла Гуардія (англ. Fiorello H. LaGuardia High School of Music & Art and Performing Arts) та театральну програму Джульярдської школи (1996—2000).

### Кар'єра
Дебютувала у кіно 2001 року, з'явившись у фільмі про індустрію моди «Парфуми». Цього ж року зіграла одну з головних ролей у фільмі «Шлях з Бродвею». У липні 2001 року у спектаклі по п'єсі «Чайка», яка ставилася у Центральному парку, стала дублеркою Наталі Портман. 2002 року вперше з'явилася на телебаченні, зігравши роль Інари Серри у телесеріалі «Світляк».
У лютому 2005 року озвучила персонажа Чорна Канарка в анімаційному мультсеріалі «Ліга справедливості: Без меж», а 2006 року з'явилася у трьох епізодах серіалу «Чужа сім'я». Зіграла роль транссексуала Кармен (чоловік → жінка) у пілотній серії серіалу «У Філадельфії завжди сонячно». У квітні 2006 року стало відомо, що акторка роль виконає роль лиходійки Адрії у 10 сезоні серіалу «Зоряна брама: SG-1». Ба більше, зіграла цю ж роль у фільмі «Зоряна брама: Ковчег правди».
У травні 2009 року дебютувала на сцені позабродвейського театру Горизонти драматургів (англ. Playwrights Horizons) у постановці спектаклю «Наш будинок». З 2009 по 2011 роки виконувала роль Анни, лідерки прибульців, у телесеріалі «V» (3 сезони). У травні 2011 року ввійшла до акторського складу серіалу «Батьківщина», де виконала роль дружини колишнього військовополоненого. 18 липня 2013 року стала номінанткою премії «Еммі» за найкращу жіночу роль другого плану в драматичному серіалі.
З 2014 року входить до головного акторського складу серіалу «Ґотем», де грає роль докторки Леслі Томпкінс. 2015 року з'явилася у комедійному фільмі з елементами бойовика під назвою «Шпигунка», де виконала роль спецагента ЦРУ Карен Вокер, а 2016 року зіграла роль Венесси супергеройському комедійному фільмі «Дедпул». 2018 року також з'явилася у сиквелі — «Дедпул 2».
2019 року виконала роль психологині у бразильському серіалі «Сесія терапії», дебютуючи у своїй рідній країні. 2020 року разом із Джерардом Батлером з'явилася в апокаліптичному трилері «Гренландія».

## Особисте життя
У листопаді 2011 року Морена Баккарін одружилася з кінорежисером Остіном Чіком. 22 жовтня 2013 року у них народився син Юлій. У липні 2015 року Чік подав на розлучення. Офіційною ж датою розлучення стало 18 березня 2016 року.
2 березня 2016 року в Морени та її партнера по серіалу «Готем» Бенджаміна Маккензі народилася донька, яку назвали Френсіс Лайз Сетта Шенккан. У листопаді 2016 року пара оголосила про заручини. 2 червня 2017 року вони одружилися у Бостоні, на 38 день народження Баккарін. У березні 2021 року Баккарін та Маккензі повідомили про народження сина.

## Фільмографія

### Фільми
| Рік  |     | Українська назва             | Оригінальна назва            | Роль                         |
| ---- | --- | ---------------------------- | ---------------------------- | ---------------------------- |
| 2001 | ф   | Парфум                       | Perfume                      | Моніка                       |
| 2001 | ф   | Шлях з Бродвею               | Way Off Broadway             | Ребекка                      |
| 2002 | ф   | Роджер Доджер                | Roger Dodger                 | дівчина у барі               |
| 2005 | ф   | Місія Сереніті               | Serenity                     | Інара Серра                  |
| 2008 | ф   | Смерть у коханні             | Death in Love                | красива жінка                |
| 2008 | в   | Зоряна брама: Ковчег правди  | Stargate: The Ark of Truth   | Адрія                        |
| 2008 | в   |                              | T Takes: Room 111            | гостя в Кімнаті 111          |
| 2008 | в   |                              | T Takes: Morena Baccarin     | гостя в Кімнаті 111          |
| 2009 | ф   | Хлопчик в коробці            | Stolen                       | Роуз Монтгомері              |
| 2014 | ф   | Старі дні                    | Back in the Day              | Лорі Міллер                  |
| 2014 | мф  | Син Бетмена                  | Son of Batman                | Талія аль Гул (голос)        |
| 2015 | ф   | Шпигунка                     | Spy                          | Карен Вокер                  |
| 2016 | мф  | Бетмен: Погана кров          | Batman: Bad Blood            | Талія аль Гул (голос)        |
| 2016 | ф   | Дедпул                       | Deadpool                     | Ванесса Карлайл              |
| 2018 | ф   | Дедпул 2                     | Deadpool 2                   | Ванесса Карлайл              |
| 2018 | мф  | Еліот — найменше оленя Санти | Elliot the Littlest Reindeer | Коркі (голос)                |
| 2019 | док | Відкриваючи Джона ДеЛореана  | Framing John DeLorean        | Крістіна Ферраре             |
| 2019 | ф   | Ода до радості               | Ode to Joy                   | Франческа                    |
| 2020 | ф   | Гренландія                   | Greenland                    | Елісон                       |
| 2021 | ф   | Волдо                        | Last Looks                   | Лорена Насіменто             |
| 2023 | ф   | Швидкий Чарлі                | Fast Charlie                 | Марсі Крамер                 |
| 2024 | ф   | Дедпул і Росомаха            | Deadpool & Wolverine         | Ванесса Карлайл              |
| 2024 | ф   | Мертві землі                 | Elevation                    | Ніна                         |
| 2026 | ф   | Гренландія: Міграція         | Greenland: Migration         | Елісон                       |
| 2026 | ф   | Володарі Всесвіту            | Masters of the Universe      | чаклунка замку Сірого черепа |

### Телебачення
| Рік       |    | Українська назва             | Оригінальна назва                 | Роль                                   |
| --------- | -- | ---------------------------- | --------------------------------- | -------------------------------------- |
| 2002—2003 | с  | Світляк                      | Firefly                           | Інара Серра (14 епізодів)              |
| 2003—2004 | с  | Спокійне життя               | Still Life                        | Меггі Джонс (6 епізодів)               |
| 2005      | тф | У Філадельфії завжди сонячно | It's Always Sunny in Philadelphia | Кармен (невипущений пілот)             |
| 2005—2006 | мс | Ліга Справедливості: Без меж | Justice League Unlimited          | Дайна Ленс / Чорна Канарка (3 епізоди) |
| 2006      | с  | Чужа сім'я                   | The O.C.                          | Майя Гріффін (3 епізоди)               |
| 2006      | с  | Як я зустрів вашу маму       | How I Met Your Mother             | Хлоя (S2-E7)                           |
| 2006      | с  | Правосуддя                   | Justice                           | Ліза Крус (S1-E12)                     |
| 2006      | с  | Секрети на кухні             | Kitchen Confidential              | Джія (S1-E11)                          |
| 2006—2007 | с  | Зоряна брама: SG-1           | Stargate SG-1                     | Адрія (5 епізодів)                     |
| 2007      | с  | Лас-Вегас                    | Las Vegas                         | Сара Самарі (S4-E14)                   |
| 2007      | с  | Серцевина                    | Heartland                         | Джессіка Ківала (9 епізодів)           |
| 2007      | тф | Піски забуття                | Sands of Oblivion                 | Еліс Картер                            |
| 2008      | с  | Бруд                         | Dirt                              | Клер Ліленд (S2-E06)                   |
| 2008      | с  | 4исла                        | Numb3rs                           | Лін Поттер (S5-E03)                    |
| 2009      | с  | Медіум                       | Medium                            | Брук Гойт (S5-E09)                     |
| 2009—2011 | с  | V                            | V                                 | Анна (22 епізоди)                      |
| 2010      | с  | На самому дні                | The Deep End                      | Бет Бенкрофт (невипущений пілот)       |
| 2011      | тф | Поглянь знову                | Look Again                        | Елісон                                 |
| 2011      | мс | Бетмен: Відважний і сміливий | Batman: The Brave and the Bold    | Гепарда (S3-E08)                       |
| 2011—2013 | с  | Батьківщина                  | Homeland                          | Джессіка Броді (1-3 сезони)            |
| 2011—2014 | с  | Менталіст                    | The Mentalist                     | Еріка Флін (3 епізоди)                 |
| 2012—2013 | с  | Гарна дружина                | The Good Wife                     | Ізобель Свіфт (2 епізоди)              |
| 2014      | с  | Червоний намет               | The Red Tent                      | Рейчел (2 епізоди)                     |
| 2014      | с  | Воїни                        | Warriors                          | Торі (невипущений пілот)               |
| 2014—2019 | с  | Флеш                         | The Flash                         | голос Гідеону (34 епізоди)             |
| 2015—2019 | с  | Готем                        | Gotham                            | доктор Леслі Томпкінс (1-5 сезони)     |
| 2019      | с  | Низка злощасних подій        | A Series of Unfortunate Events    | Беатріс (2 епізоди)                    |
| 2020      | с  | Сутінкова зона               | The Twilight Zone                 | Мішель Вівер (S2-E02)                  |
| 2022      | с  | Кінець гри                   | The Endgame                       | Олена Федорова (головна роль)          |
| 2024      | с  | Країна вогню                 | Fire Country                      | Міккі Фокс (2-й сезон)                 |

### Відеоігри
| Рік  |    | Українська назва             | Оригінальна назва          | Роль          |
| ---- | -- | ---------------------------- | -------------------------- | ------------- |
| 2017 | вг | Destiny 2: Прокляття Осіріса | Destiny 2: Curse of Osiris | Sagira        |
| 2023 | вг | Assassin's Creed Nexus VR    | Assassin's Creed Nexus VR  | Домініка Вілк |